# Усадьба Попова (Оленевка)
Усадьба Попова (дача или особняк Попова) — здание в селе Оленевка Черноморского района Крыма.

## История
Имение в деревне Караджи (с 1945 года — Оленевка) появилась в конце XVIII века благодаря действительному тайному советнику Василию Степановичу Попову, получившем на полуострове Тарханкут 22 тысячи десятины земли. Тем не менее первоначальное строение не сохранилось, а в трёх верстах от него в XIX веке его правнук уездный ялтинский предводитель дворянства и камергер П. В. Попов возвёл новое строение. 
Его сын Михаил был болен туберкулёзом, климат западного Крыма признавался благоприятным для лечения. В 1909 году он умер и был похоронен в склепе на территории усадьбы. Склеп не сохранился. 
Лоции Чёрного и Азовского морей за 1903 год указывала: «Хорошим приметным пунктом в Караджинской бухте служит двухэтажный дом с бельведером, построенный на берегу в 2,2 милях на NO 13 30' от Тарханского маяка». 
В 1920-е годы в здании размещалась школа рабочей молодёжи. Во время Великой Отечественной войны его занимали немецкие части. При отступлении здание было подожжено. Восстановлено и в послевоенное время принадлежало пансионату «Солнечная долина»  московского завода «Авангард». По состоянию на 2023 год в нём размещается пансионат «Солнечная долина».
Признан объектом регионального значения России как памятник градостроительства и архитектуры.

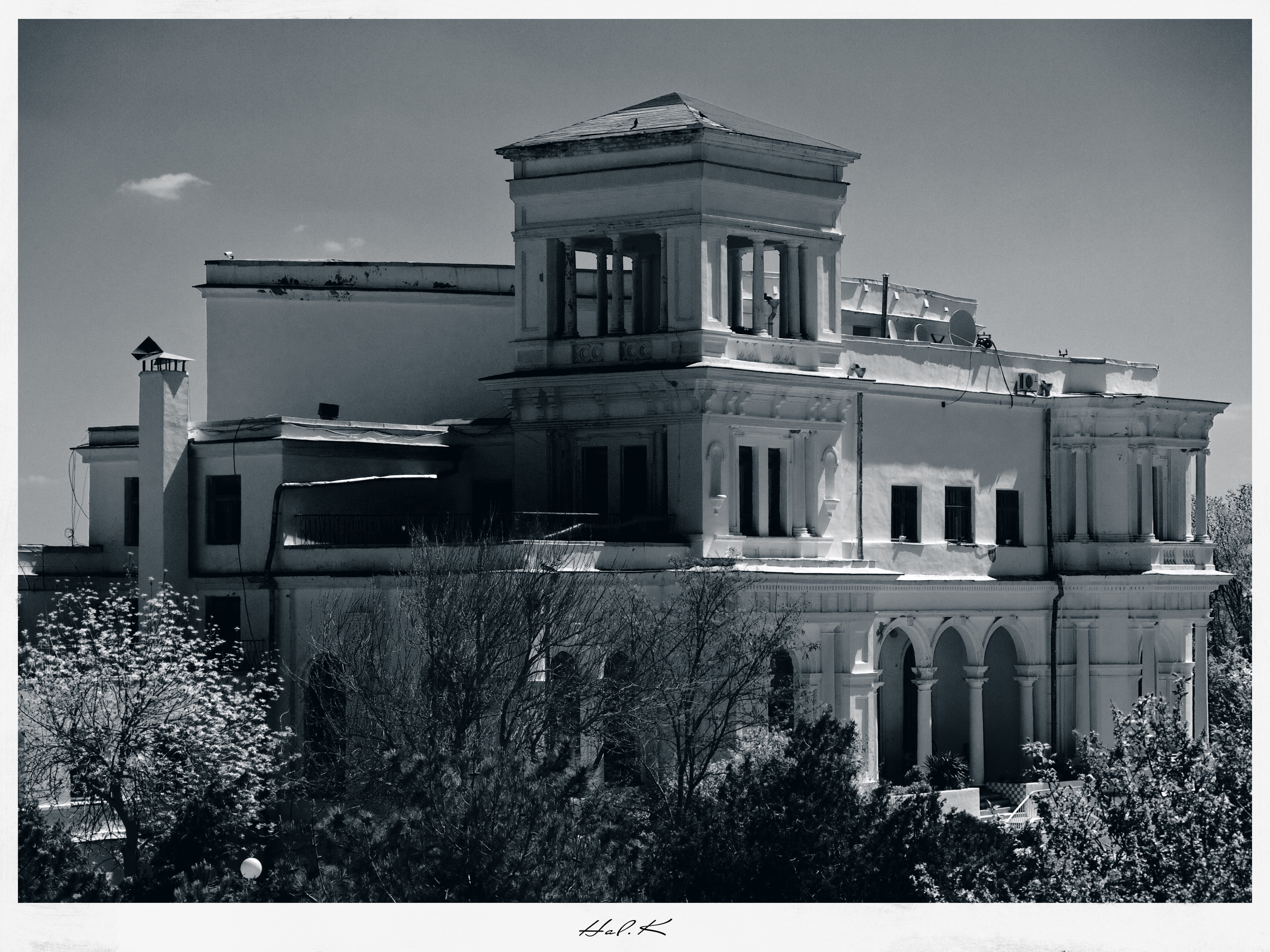
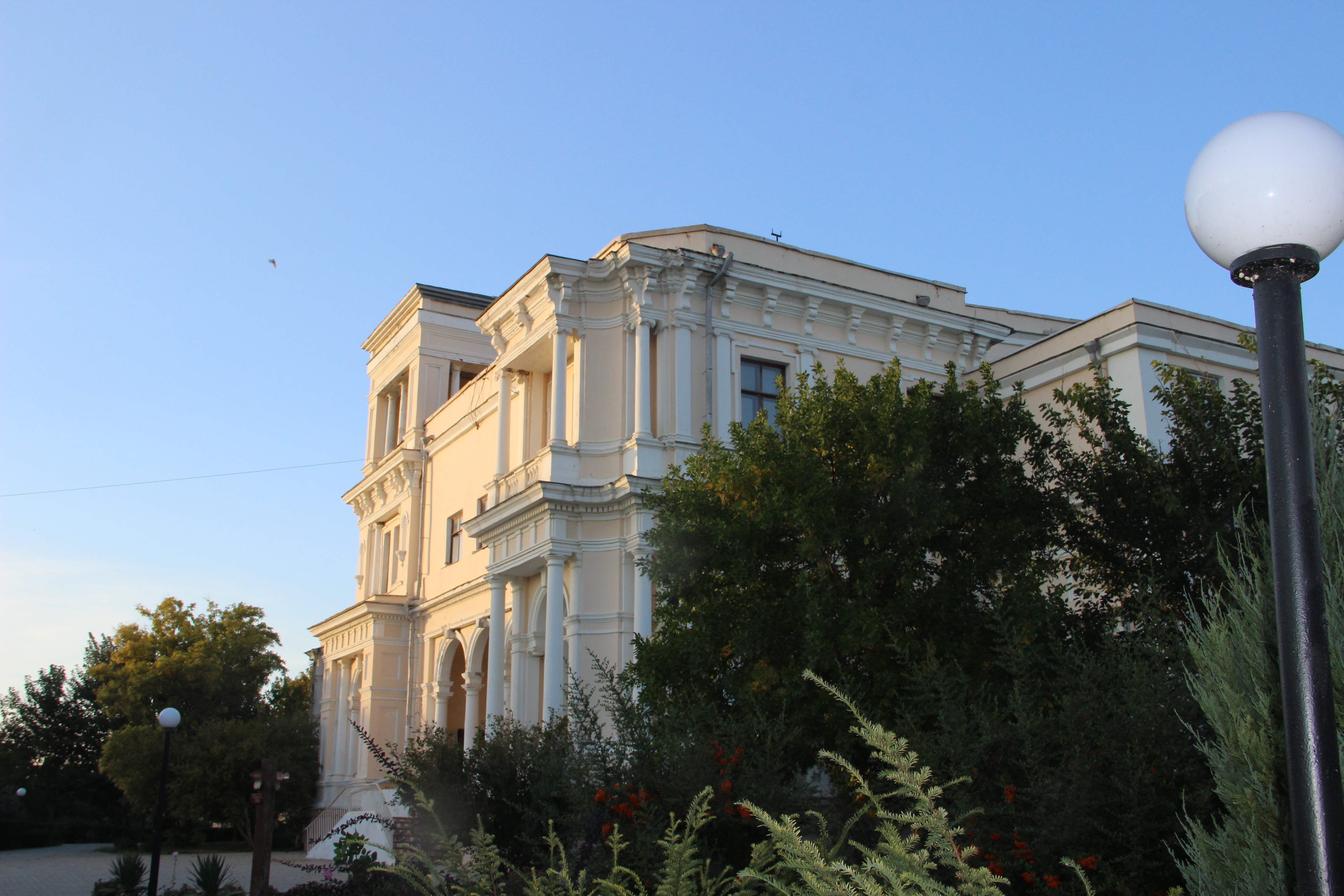

Находится на улице Елисеева, 25.